# Каштру, Дионизиу
Дионисио Силва Кастро (порт. Dionísio da Silva Castro; род. 22 ноября 1963 года, Ферментойнш, Гимарайнш) — бывший стайер из Португалии, установивший 31 марта 1990 года мировой рекорд на дистанции 20 000 метров в Ла-Флеш — 57:18.4 (по состоянию на 2018 год является рекордом Европы). Кастро пробежал ещё 943 метра в попытке побить мировой рекорд Йоса Херменса в часовом беге, но проиграл один метр.
Выступал за португальский клуб «Спортинг».
Его брат-близнец Домингуш также был бегуном на длинные дистанции мирового класса. Оба представляли свою родную страну на летних Олимпийских играх в 1988 году (Сеул, Южная Корея) и 1992 году (Барселона, Испания).